# Податкове повідомлення-рішення
Податко́ве повідо́млення-рі́шення (скор. ППР) — в податковому праві, письмове повідомлення контролюючого органа (рішення) про обов'язок платника податків сплатити суму грошового зобов'язання або внести відповідні зміни до податкової звітності.
Податкове повідомлення-рішення надсилається за кожним окремим податком, збором та/або разом із штрафними санкціями, передбаченими Податковим кодексом, а також за кожною штрафною санкцією за порушення норм іншого законодавства, контроль за дотриманням якого покладено на такий контролюючий орган, та/або пенею за порушення строків розрахунків у сфері зовнішньоекономічної діяльності (ст. 58 ПК). 
В межах одного ППР визначається сума грошового зобов'язання платника податків з одного податку. ППР надсилається стільки, скільки за результатами податкової перевірки виявлено порушень податкових зобов'язань. 